# Suwa Yorishige (Sengoku)
Suwa Yorishige (Japans: 諏訪頼重) (1516 - 1542) was een Japanse samoerai uit de late Sengoku-periode. Hij vocht met een alliantie van daimyo uit de provincie Shinano tegen Takeda Shingen in de Slag bij Sezawa (1542). De Takeda wonnen de slag en nog datzelfde jaar veroverde Shingen zijn kasteel Uehara bij het beleg van Uehara. Suwa gaf zich over bij het beleg van Kuwabara  nadat Shingen hem een vrijgeleide zou hebben beloofd. Hij werd onder vreedzame voorwendselen naar de hoofdstad van Takeda te Kofu geleid. Op instigatie van Shingens generaal, Itagaki Nobutaka, zouden Yorishige en zijn broer vermoord zijn of tot seppuku gedwongen zijn.  
Zijn dochter was de moeder van Takeda Katsuyori, de vierde zoon en opvolger van Takeda Shingen. 